# Мови Азербайджану
Мови Азербайджану — мови, що використовуються населенням Азербайджану. В Азербайджані поширена ціла низка мов, які є рідними для території цієї країни.

## Сучасність

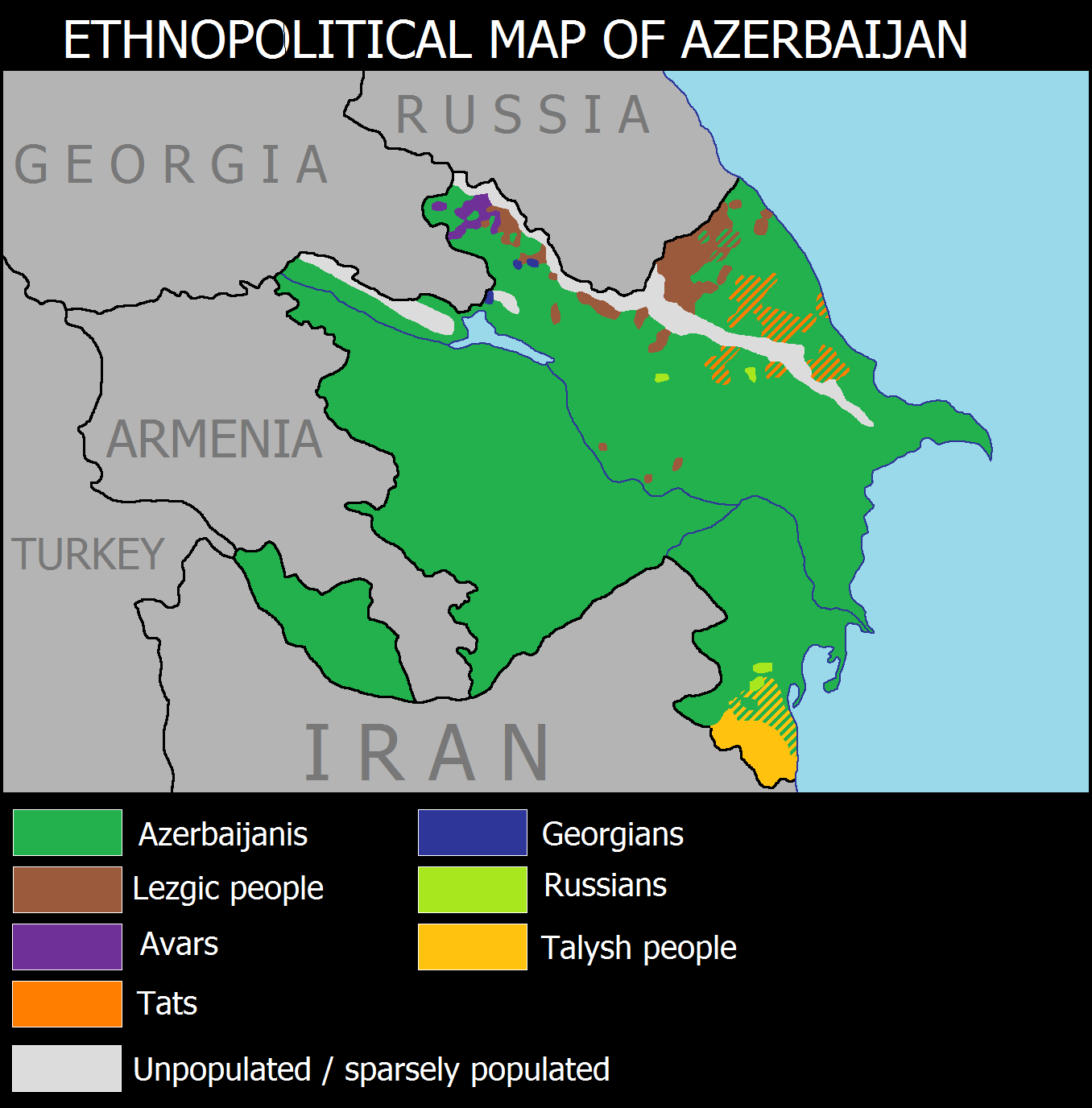
Етнополітична карта Азербайджану (2024 рік, після розпаду невизнаної Нагірно-Карабахської Республіки та результату вірмен Нагірного Карабаху у 2023 році).

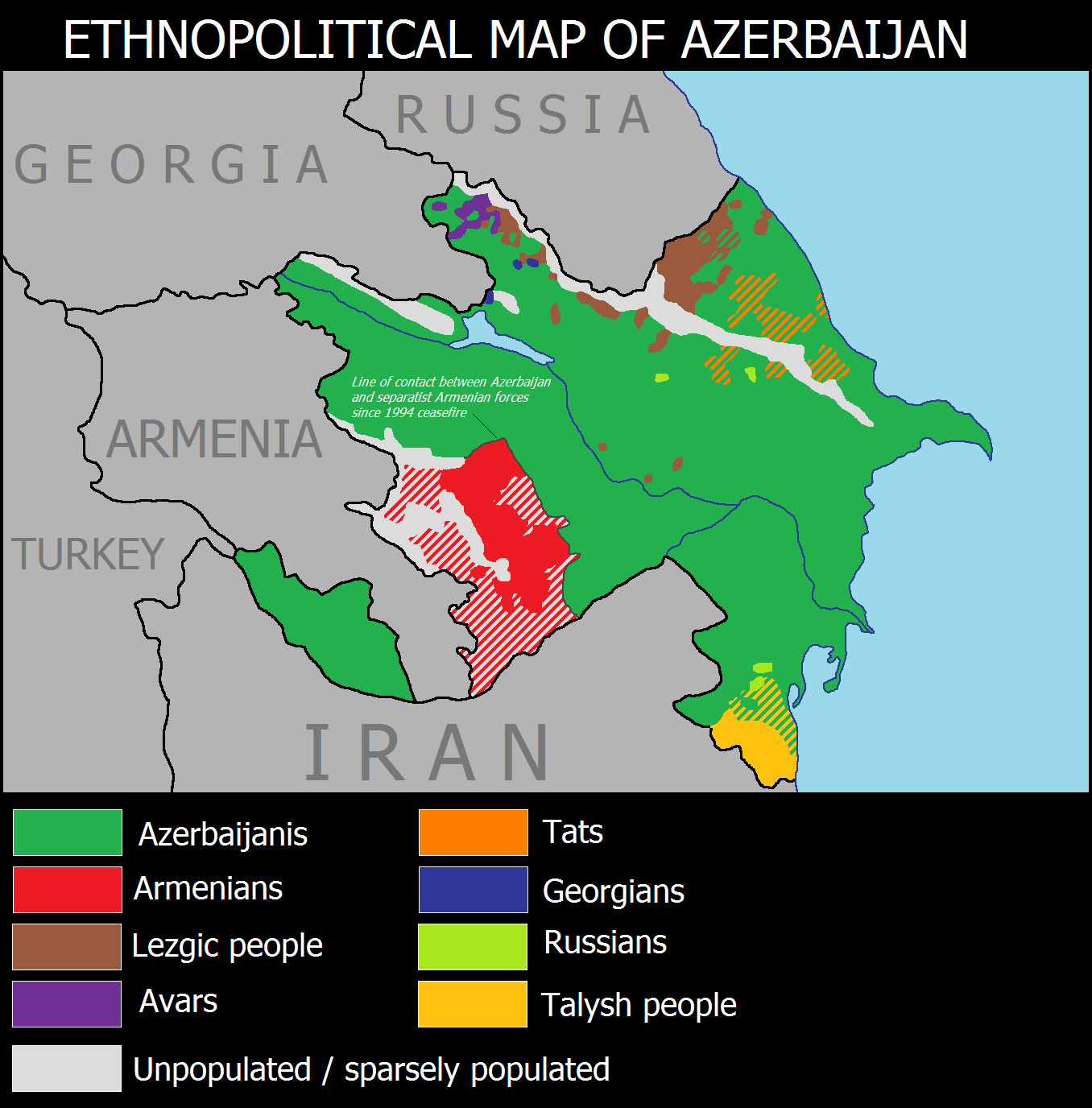
Етнополітична карта Азербайджану (1994-2020, після Першої карабахської війни та до Другої карабахської війни).

Офіційна мова Азербайджану – азербайджанська. Це тюркська мова, яка має багато спільного із сучасною турецькою мовою. Нею говорять близько 96.6 % населення країни, в той же час російська та англійська відіграють важливу роль як мови освіти та комунікації. Вірменомовна спільнота Нагірного Карабаху більше не підпорядковується уряду. Лезгінська, талиська, аварська, грузинська, будухська, джухурі, хіналузька, критська, рутульська, цахурська, татська та уді — мови національних меншин.
Всі вищезгадані мови (за виключенням вірменської, лезгинської, аварської та грузинської, які мають більше мовців за кордоном) знаходяться під загрозою зникнення, адже ними спілкуються менше, ніж 10000 мовців, а деякими навіть менше 1000.

## Історія
Середньовічний автор Ібн ан-Надім, у своїй книзі «Кітаб аль-Фихрист» згадує, що всі мідійські та перські землі античності (включно із сучасним Азербайджаном) говорили однією мовою. Там він цитує видатного вченого Ібн аль-Мукаффа: «Іранські мови пехлеві, дарі, хузі, перська та серіяні. Але пехлеві (Fahlavi) походить від слова Fahleh, а це назва, що стосується 5 регіонів: Ісфаган, Рай, Гамедан, Маг-Нагаванд та Азербайджану».
Пізніше він писав, що дарі — офіційна мова придворних суддів, поширена в Хорасані, Балху та східному Ірані; Парсі — мова зороастрійських ченців (мубедів) і походить з Фарса; Хузі — неофіційна мова королівської сім'ї і поширена в Хузестані; Серіяні походить з Месопотамії.
Це також було описано відомими середньовічними істориками, такими як Аль-Табарі, Ібн-Хаукаль, Істахрі, Мокаддасі, Ягубі, Масуді та Хамдулою Казвіні. Аль-Хорезмі також згадував це у главі 6, розділі 6, його книги Mafatih-ol-Olum.
Пізніше етимологічні дослідження показують, що сучасні діалекти, якими розмовляють від Баку через Хальхаль до Семнану, всі походять з одного джерела. Іншими словами жителі древнього Азербайджану говорили тією ж мовою, що й мідійці [треба підтвердження].
Середньовічний історик Якут аль-Хамаві користувався терміном Al-ajam-ol-Azariyah («Іранські азері») у своїх книгах Mo'ajjem ol-Odabaa та Mo'jem ol Baladaan. В інших джерелах, таких як Surat-ol-Arz Ebne Hoghel, Ahsan ol-Taqaaseem Мокаддасі, та Masaalik va Mamaalik Істахрі, населення Азербайджану описане як іраномовне [потрібне підтвердження]. Звичайно, це було до тюрків [потрібне підтвердження]. Табарі у 235 році [потрібне підтвердження] також згадував, що поети в Мераге декламували вірші на пехлеві. Тим не менше, деякі азербайджанські поети, такі як Катран Табрізі (465 р. н. е.), на рівних умовах вживали слова «перська» та «пехлеві» для опису рідної мови.
Історик Хамдула Казвіні навіть опису різні варіанти «пехлеві», якою говорили у різних місцевостях Азербайджану. В книзі Tarikh Gozideh, він описує вісім поетів з Azerbaijan, називаючи їх «Ahl-ol She'r Men-al-Ajam» (іранські поети), всі персомовні. Наразі, звичайно, дарі та пехлеві злилися в одну мову, адже попередні династії рухалися зі сходу на захід несучи з собою дарі-варіант іранської мови.
Досить сказати, що кількість записів і документів з Азербайджану мовою пехлеві настільки значна, що практично немає сумнівів у тому, що це була рідна мова Азербайджану до приходу тюрків. Багато слів у сучасній азербайджанській мові мають пехлевійське походження.
Підтверджено, що сучасна тюркська версія азербайджанської мови витіснила та замінила пехлеві в Азербайджані до династії Сафевідів, можливо починаючи з приходу тюрків-сельджуків і послідовно далі. Але деякі історики пишуть, що пехлеві була поширена у Табрізі аж до 17-го сторіччя. (Дивіться Rowdhat ul-Jinan by Hafez Hosein Tabrizi (997 р. н. е.), та Risaleh ye Anarjani написану у 985 н. е.). Навіть оттоманський тюркський мандрівник Евлія Челебі (1611—1682), згадував це у своїй «Книзі мандрів» (Seyahatname). Він також повідомляє, що еліта та освічені люди Нахічевана та Мераге говорили на пехлеві, під час його перебування там.